# 雀巢咖啡

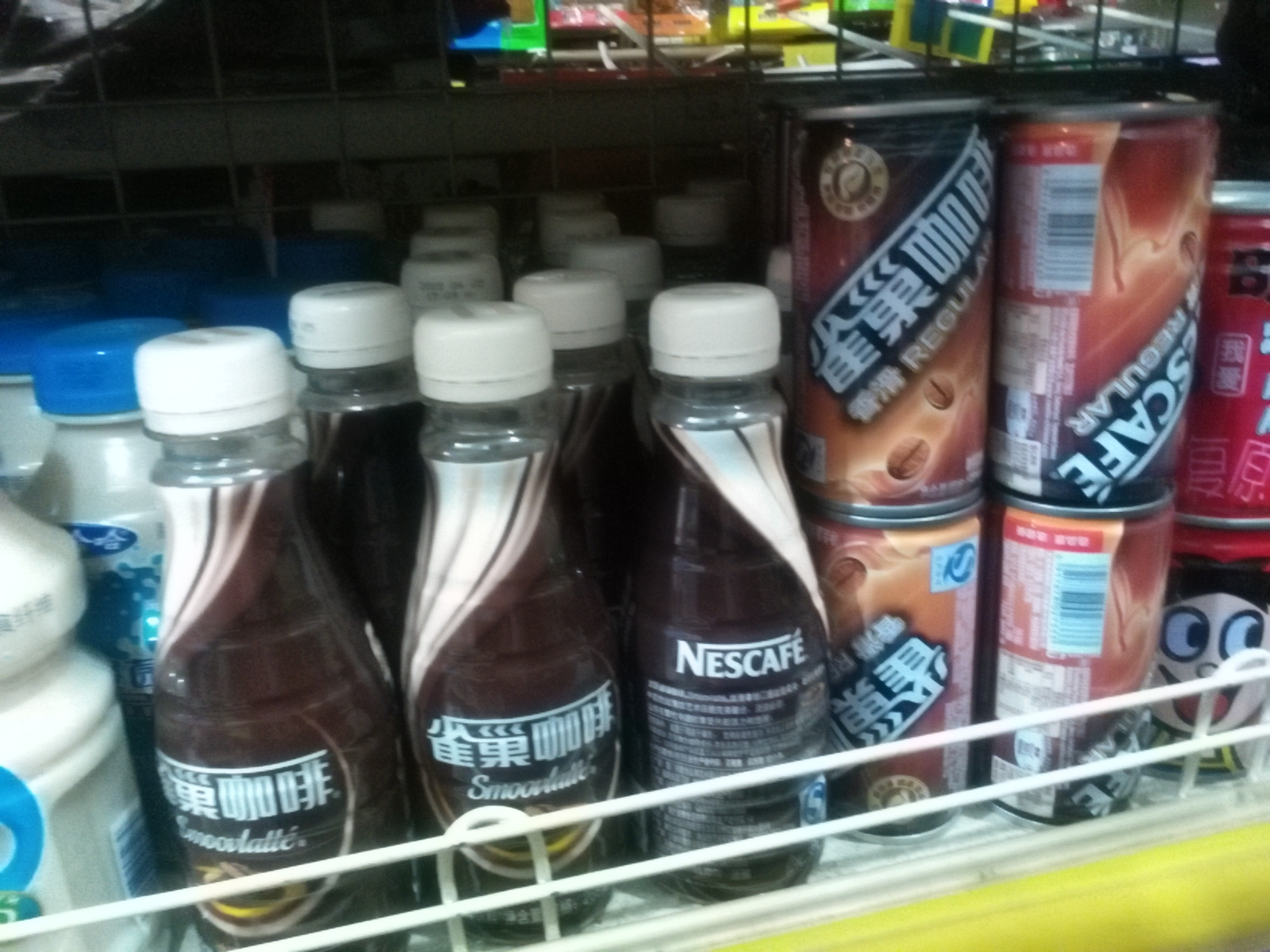
雀巢咖啡瓶与罐

雀巢咖啡（英語：Nescafé）是由雀巢旗下即溶咖啡的品牌。该品牌之下拥有许多不同类型产品。的名称是一个由和形成的混成词。雀巢的旗舰产品粉末状咖啡由Max Morgenthaler经过了七年（也有八年的说法）的研发，于1938年4月1日在瑞士首次被推出。

## 品牌和市场
雀巢咖啡是雀巢旗下的一个产品品牌。雀巢咖啡这一品牌的历史可以追溯到20世纪30年代。在美国20世纪60年代改用新名称之前，一直使用“雀巢咖啡”作为品名。在同一时期，加拿大地区也使用了此新品名。这个产品后来作为独立的产品销售，较“雀巢咖啡”产品更为高端，价格也更高。
在1987年至1993年期间，雀巢在英国播放了一个由安东尼·海德（Anthony Head）和沙龙·摩根（Sharon Maughan）主演的总共12集的分集广告。前11集被叫做，于1993年播放完毕。后来，另一个具有相同名称的新版本广告在同一年播放。

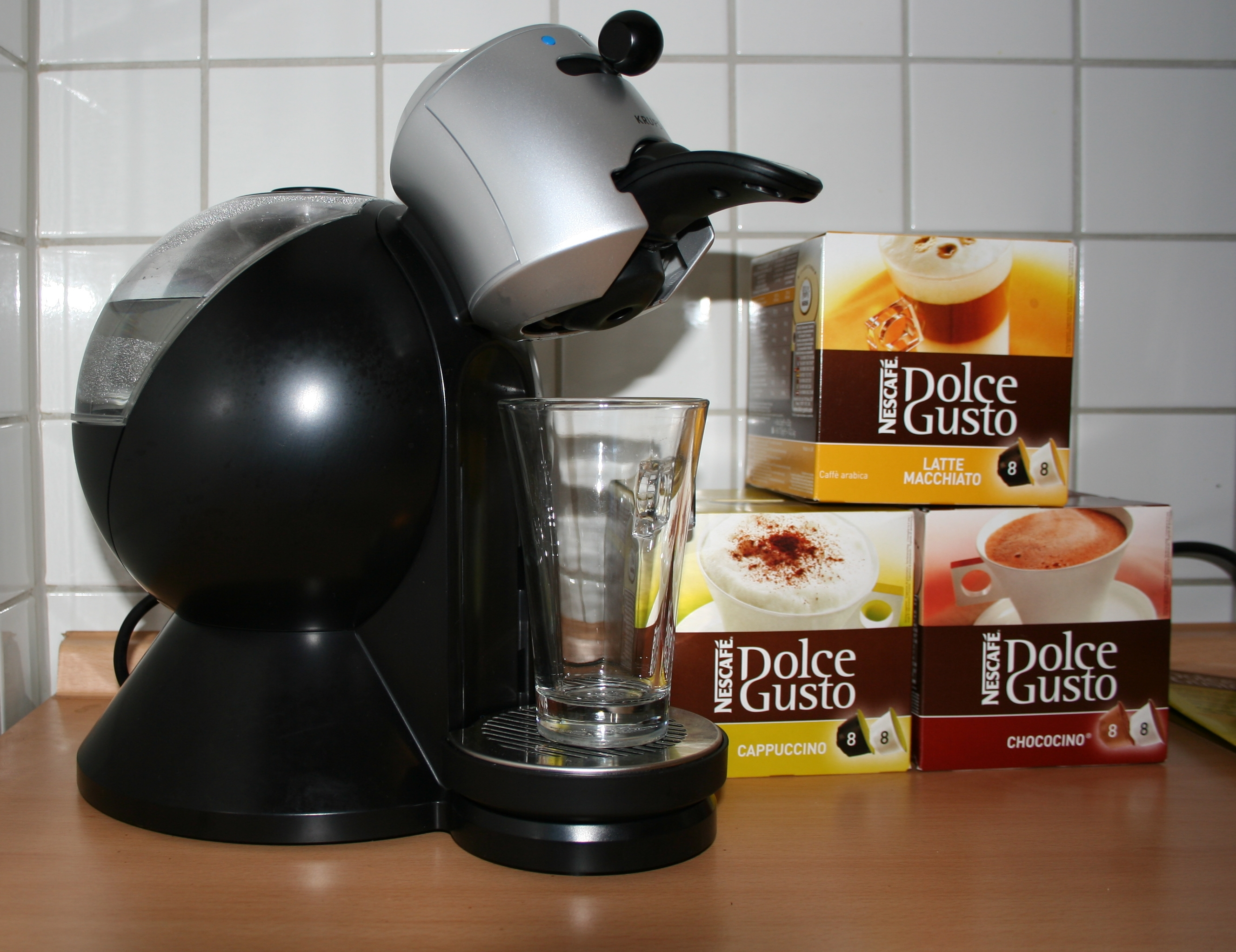
Dolce Gusto咖啡机

## 法律纠纷
2003年，缪斯乐队成功地在一起诉讼中战胜雀巢咖啡，因为后者在未经允许的情况下在其产品广告裡使用了歌曲。缪斯乐队随后将50万英镑赔款捐赠给了乐施会。
2005年2月，美联社报道称雀巢在一场诉讼中并被判赔偿1560万美元给拉塞尔·克里斯托弗（Russell Christoff），因为前者在未经后者允许的情况下在大约5年的时间里（1998年至2003年）在其产品的标签上使用了后者的一幅图像。不过这一判决后来被加州上诉法院撤销。2007年10月31日，加州最高法院以6票赞成0票反对的比例复核了此判决。